# 卤地菊
鹵地菊（学名：Wollastonia dentata），又名 天蓬草舅、單花蟛蜞菊，为菊科孿花菊屬的植物。分布于越南、菲律宾、朝鲜、台湾岛、印度、日本以及中国大陆的浙江、广东、福建等地，多生长在海岸干燥沙地，目前尚未由人工引种栽培。